# Sussaba lativentris
Sussaba lativentris là một loài tò vò trong họ Ichneumonidae.